# Восточный вокзал (Москва)
Восто́чный вокза́л — пассажирский терминал железнодорожной станции Черкизово в составе транспортно-пересадочного узла Черкизово, один из десяти железнодорожных вокзалов города Москвы.
Вокзальный комплекс расположен на территории районов Гольяново и Преображенское Восточного административного округа.
Вокзал открыт 29 мая 2021 года.

## Описание
Находится в границах железнодорожной станции Черкизово Малого кольца Московской железной дороги совместно с остановочным пунктом МЦК Локомотив, и вместе с ним, станцией метро «Черкизовская» и остановками городского общественного транспорта образует единый транспортно-пересадочный узел — Черкизово.
Для большинства прибывающих поездов вокзал является транзитным. Здание вокзала двухэтажное; переход на главную платформу и к станции МЦК «Локомотив» — по галерее со второго этажа. Подъём на галерею с платформы: лестница или эскалатор. Вокзал оборудован четырьмя эскалаторами и тремя лифтами. Один лифт движется между «−1» и первым этажами; второй — между «−1» и вторым этажами. Третий обслуживает ВИП-зону и делегации.
На этаже −1 — выход на низкую платформу на 5-й путь. На первом этаже — кассы, зал ожидания, выход к автобусам, кафе. На втором этаже — зал повышенной комфортности и галерейный переход к высокой платформе (с двумя прилегающими к ней путями) и к станции МЦК «Локомотив»; дальше по галерее — станция метро «Черкизовская».
Около входа № 3 расположены две остановки автобуса 171 (по 2 павильона на каждой): одна для выхода пассажиров; другая — на вход. Запланировано также создание парковки для автомобилей. Выход на платформу через турникеты.
Общая площадь комплекса составляет 9,6 тыс. м², площадь пассажирского терминала — 4,2 тыс. м². Между платформами находятся пять путей. Общая площадь пассажирских платформ с навесами на всю длину составляет 5,4 тыс. м².
На платформах установлены крыши, в том числе и под путепроводом. Крыши над платформами имеют вогнутую форму (а не выпуклую, как обычно это делается). Таким образом, при осадках вода не стекает на головы пассажиров, входящих в поезд или выходящих из него, а попадает в ливневую канализацию.
С железнодорожных станций ТПУ нет движения и остановок пригородных электропоездов.

### Выходы
В здании вокзала имеется два выхода — один в сторону Амурской улицы, другой — в сторону станции метро Черкизовская и стадиона «РЖД Арена».
Пересадка на линии Московского центрального кольца и метрополитена осуществляется по наземному переходу и принципу «сухие ноги». Между зоной досмотра МЦК и спуском к 3 и 4 пути установлены валидаторы стандарта МЦД для активации на карте «Тройка» бесплатной пересадки с Нижегородского метрополитена на Московский.

### Подъездная дорога
Подъездная дорога — одна, двухполосная. Соединяет СВХ и Щёлковское шоссе. Из-за извилистого характера дороги и привокзальных проездов на подъезде к вокзалу установлен дорожный знак, ограничивающий длину транспортного средства до 10 м. На ближайшем к вокзалу перекрёстке установлен светофор, который периодически работает в режиме «мигающий жёлтый».

### Движение поездов дальнего следования
Из-за отсутствия съезда с МЦК на Октябрьскую железную дорогу (ОЖД) со стороны вокзала Восточный поезда вынуждены двигаться дальше по МЦК после Окружной до Лихобор и Коптева, где меняют направление для движения к съезду на ОЖД. В обратном направлении — так же. Съезды на третий главный путь МЦК, который будут использовать поезда дальнего следования, ранее были специально подготовлены и электрифицированы. Включение в расписание поездов дальнего следования, по сообщению пресс-центра столичной мэрии, никак не повлияет на пассажирские перевозки по МЦК.

### Планы и развитие
- С 25 июня 2021 года: переименована остановка общественного транспорта на Щёлковском шоссе из «Спорткомплекса Измайлово» в «Восточный вокзал», в обоих направлениях[10]. Переименование затронет маршруты автобусов № т32, т41 (ныне – м60), 34, 34к, 52, 230, 716 и электробусов № т83 (ныне – м60к), № 171.
- Планируется постройка комфортной пешеходной зоны с велодорожками между вокзалом и жилыми кварталами микрорайона Калошино района Гольяново[1].

## История
В 2020 году в мэрии Москвы было принято решение о строительстве в городе двух новых железнодорожных вокзалов, один из них — на базе транспортно-пересадочного узла «Черкизово».
Цель строительства транзитного вокзала в Черкизове — снизить нагрузку на Курский вокзал, чтобы в дальнейшем присоединить его к МЦД-2 и, в дальнейшем, — к планируемому МЦД-4.
Строительство началось в 2020 году со сроком завершения в марте 2021 года.
В ноябре 2020 года начальник Московской железной дороги Михаил Глазков в интервью телеканалу Москва 24 заявил, что строящий в Черкизове вокзал «станет первым железнодорожным вокзалом, построенным в Москве за 50 лет».
В мае 2021 года новый вокзал «Восточный» у метро Черкизово был построен и сдан в эксплуатацию, на него перевели 24 поезда дальнего следования с Курского вокзала. Вокзал был открыт для пассажиров 29 мая, одновременно со вводом нового летнего расписания РЖД.

## Пассажирское движение
29 мая 2021 года открыто регулярное движение 24 поездов дальнего следования, следующих через Москву транзитом, и скоростных экспрессов.
Для пассажиров «Ласточек» сообщением Москва — Иваново и Москва — Нижний Новгород, прибывающих в Москву, транспортно-пересадочный узел Черкизово является конечной остановкой.

#### Основные направления
| Регион  | Пункт назначения |
| ------- | --- |
| Абхазия | Сухум |
| Россия  | Адлер, Анапа, Белгород, Владикавказ, Волгоград, Воронеж I, Придача, Ейск, Иваново, Ижевск, Кисловодск, Махачкала, Мурманск, Нижний Новгород, Новороссийск, Рыбинск, Самара, Санкт-Петербург, Челябинск |

### Перевозчики и расписание
| Перевозчик                             | Дистанция                           | Расписание |
| -------------------------------------- | ----------------------------------- | ---------- |
| Российские железные дороги (ФПК, ДОСС) | Дальнее следование                  | РЖД        |
| Российские железные дороги (ФПК, ДОСС) | Московское центральное кольцо (МЦК) | РЖД        |

## Транспорт
На этой станции можно пересесть на следующие маршруты городского пассажирского транспорта:
- Автобусы: м60, м60к, е66, 34, 34к, 171, 230, 372, 469, 552, 619, 674, т32, н15

Из них возле собственно вокзала был доступен только автобусный маршрут № 171 (с 11 сентября 2021 года отменён его заезд непосредственно к вокзалу в связи со строительными дорожными работами). Остальные маршруты доступны или от станции метро «Черкизовская» или же (включая 171-й) с Щёлковского путепровода (остановка «Метро „Черкизовская“»).
Если использовать личный транспорт, то при подъезде по Большой Черкизовской улице возникает перепробег длиной около 4 км от Щёлковского путепровода до разворота (с дублёра шоссе) на Монтажной улице и обратно. Альтернативой может послужить путь по дублёру Большой Черкизовской (начинается от Халтуринской улицы) под Щёлковский путепровод, к станции метро «Черкизовская».

## Галерея

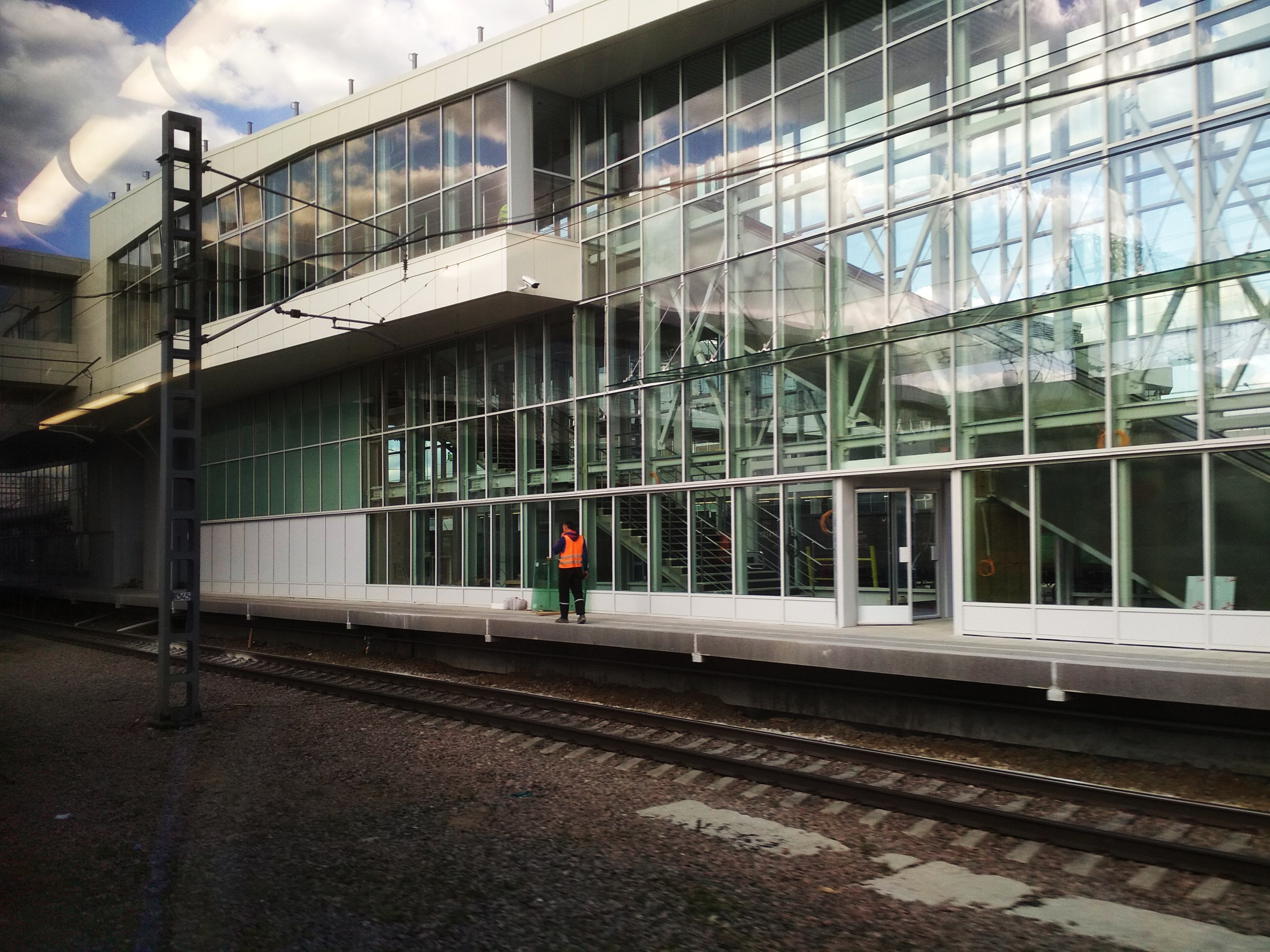
Вокзал со стороны МЦК
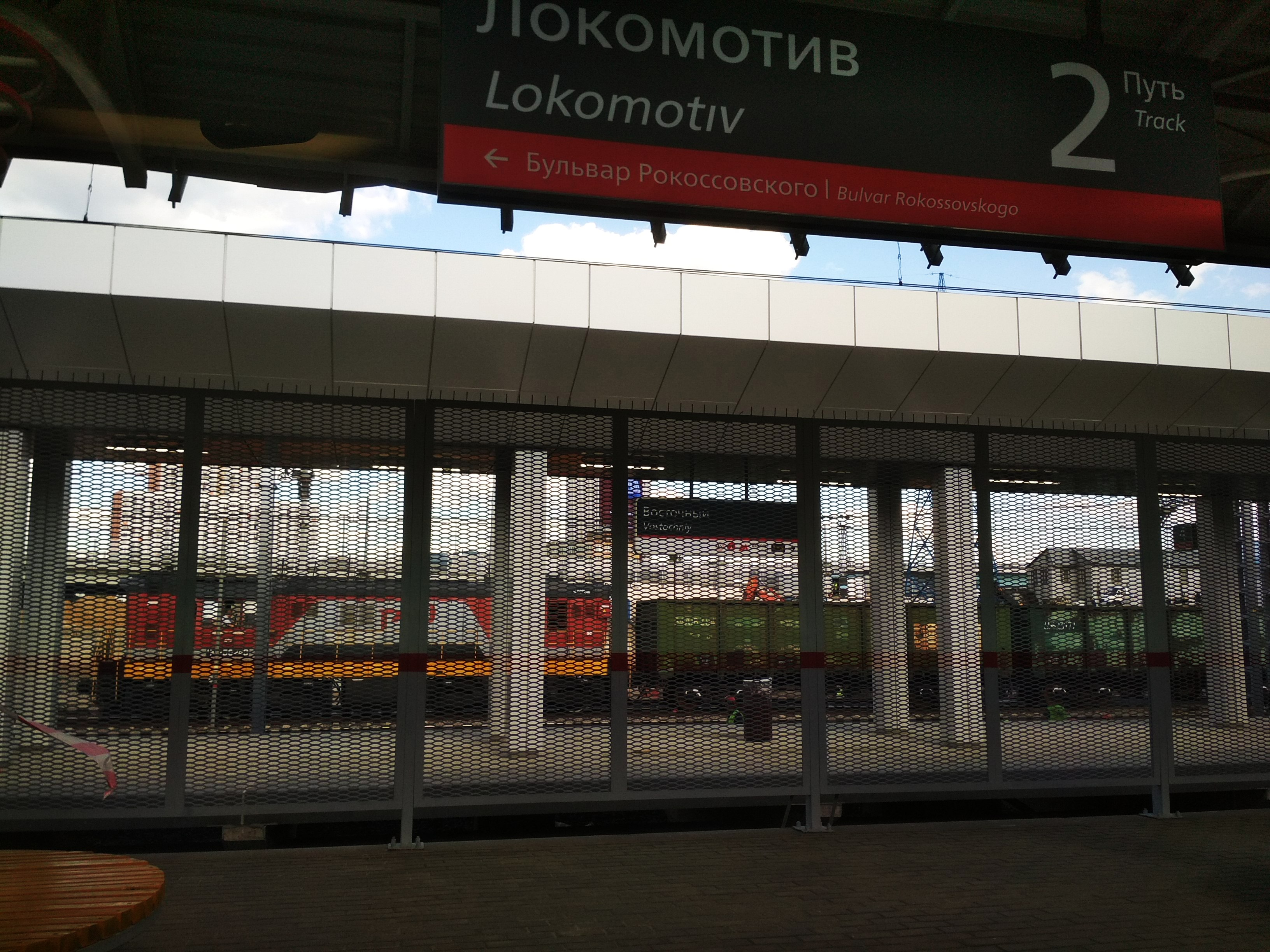
Вид с платформы Локомотив
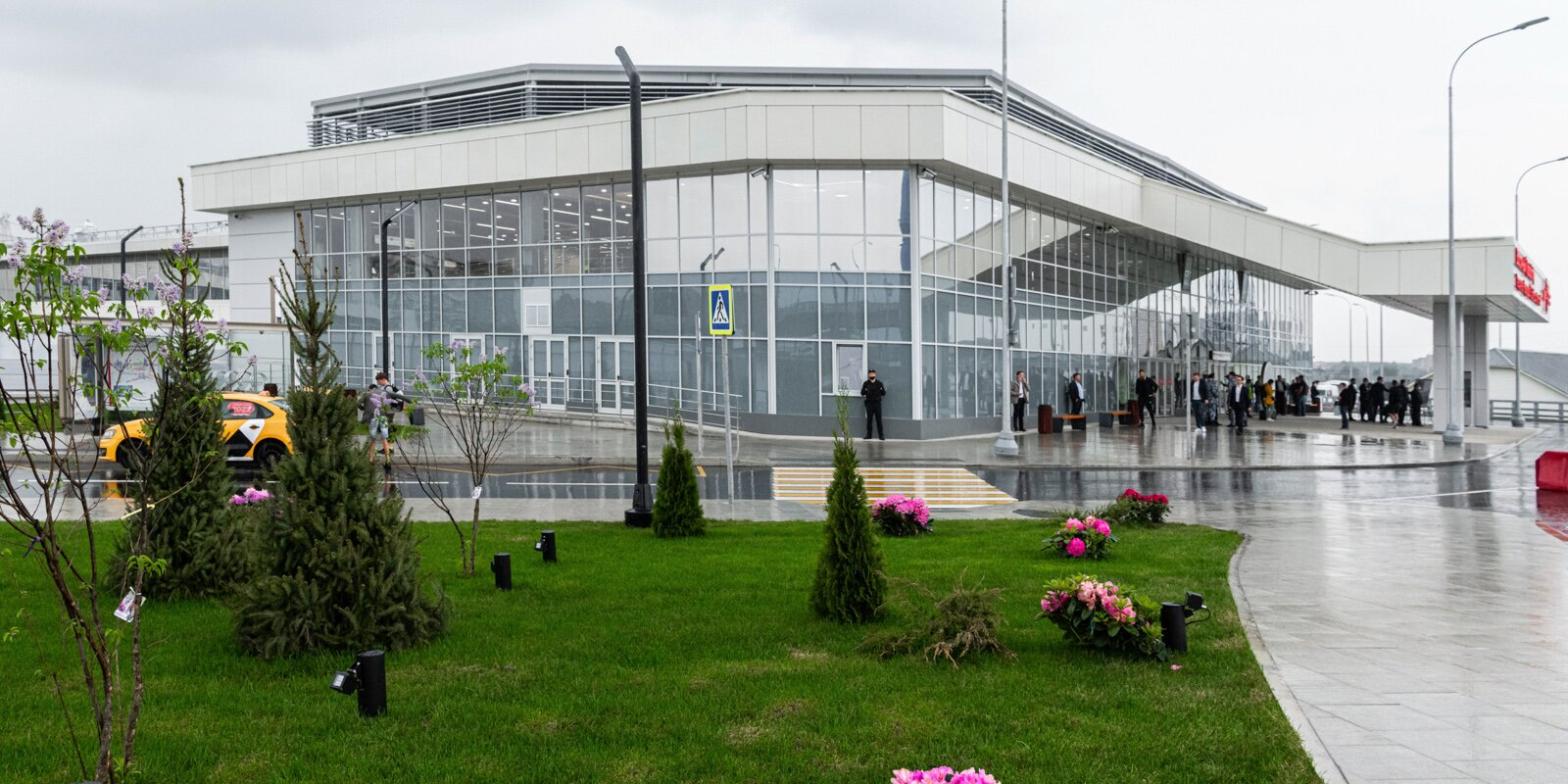
Вход в терминальный комплекс
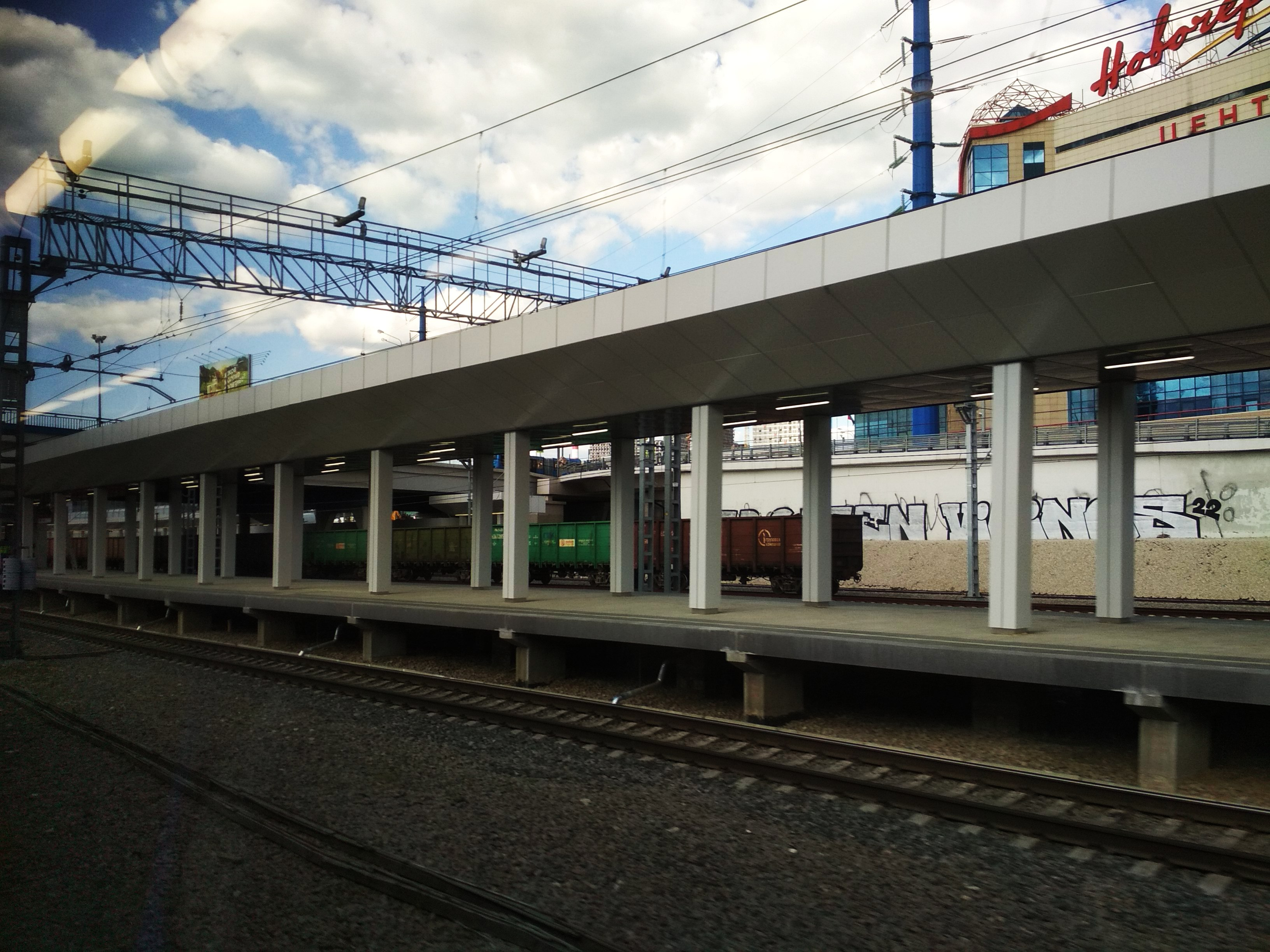
Островная пассажирская платформа
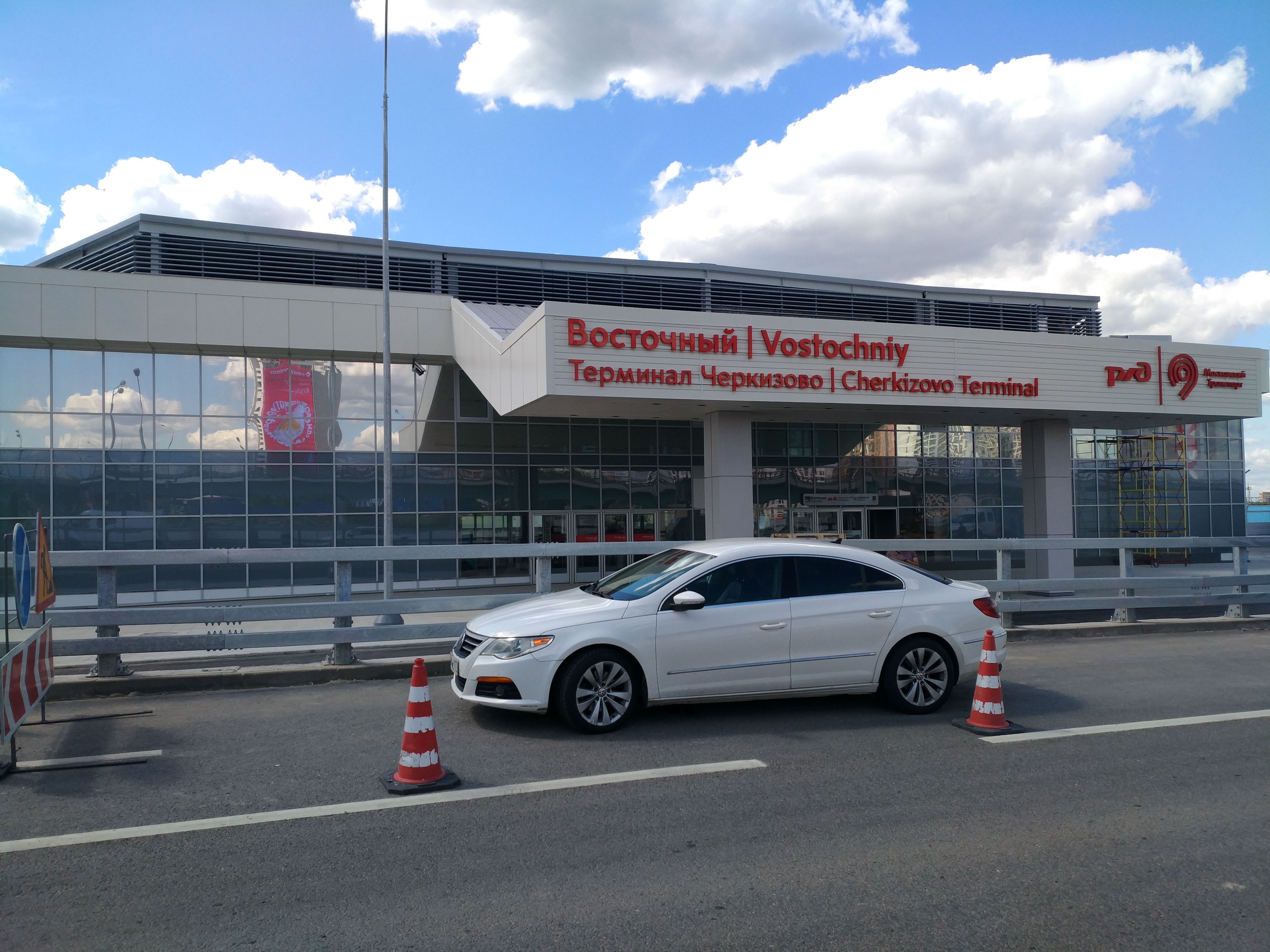
Восточный терминал Черкизово, вид со стороны СВХ. Центральный вход (№ 3)
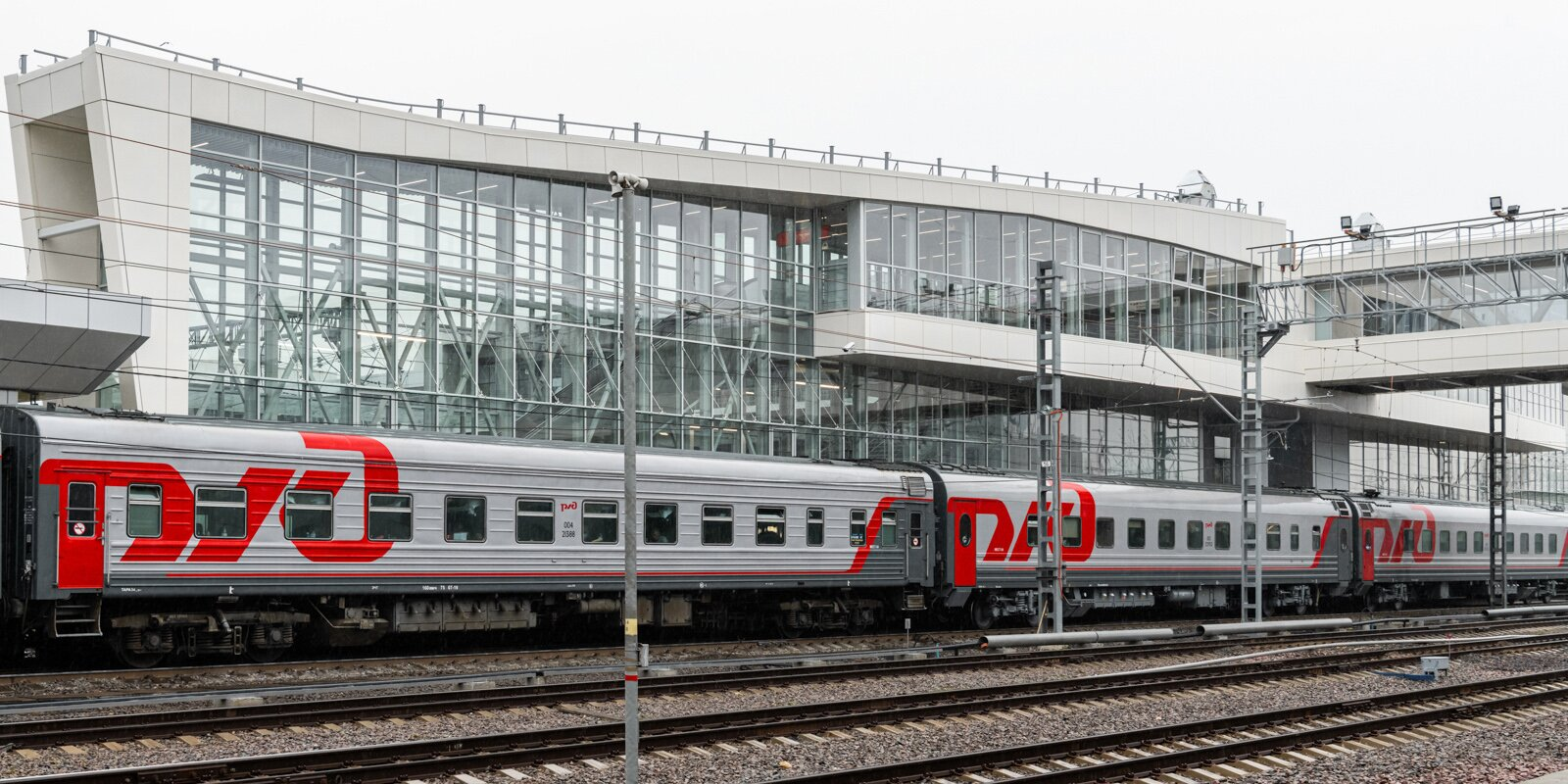
Поезд дальнего следования на вокзале

### Комментарии
1. ↑  Граница между районами Москвы Гольяново и Преображенское на территории ТПУ «Черкизово» проходит по линии железной дороги[6].